# 波多野遠義
波多野 遠義（はだの とおよし）は、平安時代後期の相模国の武士。

## 生涯
相模国余綾郡幡多郷（はだのごう）を中心に形成された波多野庄を本領とした波多野氏の惣領。波多野庄は藤原氏摂家に相伝された荘園で、受領階層だった波多野氏も在地支配を実行しつつ朝廷へ出仕した。遠義も崇徳天皇の蔵人所衆として在京し、天治元年（1124年）には斎宮守子女王の初禊に従事している。波多野氏は遠義の家祖経範の代より河内源氏の家人に列したが、遠義の子は波多野庄を継いだ次男義通以下多くが源義朝や頼朝に従い、中世栄えた河村氏・大友氏などはいずれも遠義の子孫にあたる。